# Gudogaje (stacja kolejowa)
Gudogaje (biał. Гудагай, ros. Гудогай) – stacja kolejowa w miejscowości Gudogaje, w rejonie ostrowieckim, w obwodzie grodzieńskim, na Białorusi. Leży na linii Mińsk - Wilno.
Stacja powstała w XIX w. na trasie Kolei Lipawsko-Romieńskiej pomiędzy stacjami Kiena a Soły. Początkowo nosiła nazwę Słobódka. W dwudziestoleciu międzywojennym stacja leżała w Polsce.
Od upadku Związku Sowieckiego jest białoruską stacją graniczną na granicy z Litwą. Stacją graniczną po stronie litewskiej jest Kiena.